# Rosario Sánchez Grau
Pour les articles homonymes, voir Sánchez et Grau (homonymie).
Ne doit pas être confondu avec Rosario Sánchez Mora ou Rosario Sánchez.
Sánchez  Grau est un nom espagnol. Le premier nom de famille, en général paternel, est Sánchez ; le second, en général maternel, souvent omis, est Grau.
Rosario Sánchez Grau, née en 1976 à Palma, est une femme politique espagnole, membre du Parti socialiste ouvrier espagnol (PSOE). Elle est secrétaire d'État au Tourisme depuis 2024.

## Études et carrière
Née en 1976 à Palma, sur l'île de Majorque, Rosario Sánchez Grau est titulaire d'une licence en économie et d'une licence en administration et direction des entreprises, obtenues toutes deux à l'université Pompeu-Fabra.
Sa vie professionnelle commence au sein de l'entreprise KPMG. Elle passe avec succès en 2004 un concours de la fonction publique et intègre le corps spécial des auditeurs financiers du gouvernement des îles Baléares.
En 2007, elle est nommée directrice du Budget du conseil insulaire de Majorque.

## Parcours politique
Entre 2011 et 2015, Rosario Sánchez Grau siège au conseil insulaire de Majorque. À l'issue de son mandat de quatre ans, elle devient secrétaire générale du département de la Santé du gouvernement des îles Baléares jusqu'en 2016. Elle est choisie cette année-là comme directrice générale de la Coordination au sein du département de la Présidence. Elle est ainsi chargée du suivi de la mise en œuvre des accords passés entre le Parti socialiste (PSIB-PSOE), Podemos et Més per Mallorca (Més) et travaille sur le projet de loi relatif aux droits des personnes LGBT.
Le 15 juin 2018, le Conseil des ministres du gouvernement Sánchez I la nomme déléguée du gouvernement dans les îles Baléares, en remplacement de Maria Salom. Le décret actant sa nomination est publié au Bulletin officiel de l'État (BOE) quatre jours plus tard. Elle est une proche de la présidente de la communauté autonome, Francina Armengol, qui avait préalablement négocié sa nomination avec la ministre de la Politique territoriale, Meritxell Batet.
Rosario Sánchez Grau est choisie le 2 juillet 2019 par Francina Armengol, reconduite à la présidence des îles Baléares, comme conseillère aux Finances et aux Relations extérieures. Comptant parmi les cinq nouveaux membres de l'exécutif, elle prend la succession de Catalina Cladera (es), qui accède pour sa part à la présidence du conseil insulaire de Majorque. Elle est remplacée comme déléguée du gouvernement par Ramón Morey, secrétaire général de la délégation, à titre intérimaire puisque le gouvernement de l'État se trouve en situation d'affaires courantes, ce qui limite sa capacité de nomination.
À l'approche des élections municipales du 28 mai 2023, le maire de Palma José Hila, candidat à sa réélection, fait savoir qu'il a choisi Rosario Sánchez Grau pour occuper la 2e place sur sa liste de candidats. Les résultats ayant renvoyé le PSOE dans l'opposition, José Hila quitte le conseil municipal pour devenir sénateur et Rosario Sánchez Grau le remplace au poste de porte-parole du groupe des élus socialistes.
Le 16 avril 2024, elle est nommée secrétaire d'État au Tourisme en Conseil des ministres du gouvernement Sánchez III sur proposition du ministre Jordi Hereu. Elle démissionne donc de son mandat d'élue municipale et renonce de facto à son rôle de porte-parole du groupe socialiste et chef de l'opposition. Elle est alors la troisième personnalité socialiste des îles Baléares à occuper consécutivement ce poste, qui traite d'un sujet stratégique pour l'archipel. Elle est élue en mars 2025 vice-secrétaire générale du PSIB-PSOE au sein de la nouvelle commission exécutive, toujours dirigée par Francina Armengol.